# Zdobycie Saumur
Zdobycie Saumur – jeden z sukcesów młodego króla Francji, Ludwika XIII, podczas konfliktu z Hugenotami w roku 1621. Pomimo faktu, że mieszkańcy miasta pozostali wierni władcy, ten zażądał potwierdzenia państwowej kontroli nad nim. W wyniku zajęcia miasta przez siły królewskie, stanowiska zarządcy miasta pozbawiony został Philippe de Mornay. Po zdobyciu Samur, Ludwik XIII kontynuował swoją kampanię, a jego następnym celem stało się Saint-Jean-d’Angély.